# Старый тёмный дом
«Старый тёмный дом» (англ. The Old Dark House, 1932) — триллер. По роману Джона Бойнтона Пристли «Застигнутый ночью».

## Сюжет
Непогода в горах Уэльса размывая дорогу заставляет путешественника Филиппа Уэвертона, его жену Маргарет и их друга Роджера Пендерелла искать приюта на ночь. Они оказываются в странном доме, в окружении ещё более странных его обитателей. Здесь присутствуют хозяин дома Гораций Фемм, эксцентричный пожилой господин одолеваемый непонятными страхами и упорно не желающий приносить лампу с верхнего этажа в полутемную комнату, его сестра Ребекка, постоянно орущая полуглухая религиозная фанатичка и одновременно старая ведьма. Их немой похожий на неандертальца дворецкий Морган опасен в пьяном виде. Против этих троих выступает шумный и балагуристый сэр Уильям Портерхауз со своей подружкой Глэдис, так же попросившие приюта в подозрительном жилище Феммов. Хозяева дома хоть и отказывают гостям в ночлеге за отсутствием свободных кроватей, приглашают их к ужину и отдают им в распоряжение гостиную залу.
Буря продолжается. Морган напивается и вырвавшись с кухни нападает на Маргарет, Филипп сбивает его с ног, разбивая о его голову злополучную керосиновую лампу. Тем временем Пендерелл и Глэдис, пробравшись к загнанной в пустую конюшню машине за спиртным, наслаждаются обществом друг друга, постепенно проникаясь взаимными чувствами. Услышав странные звуки похожие на детский плач во флигеле Филипп и Маргарет находят в спальной самого старого представителя семьи Фемм, их отца Родерика, которому больше 100 лет. От него они узнают, что его второй сын Саул, пироманьяк, пойман и заперт в комнатке на чердаке, но Морган может его выпустить и тогда случится самое худшее. Действительно, психопат Морган думает о мести. Он выпускает Саула, и тот готов поджечь дом, но на его пути становится Пендерелл, вступает с ним в смертельную схватку и выходит из неё победителем. Саул мёртв; рано утром, когда гроза заканчивается, путники с облегчением навсегда покидают дом.

## В ролях
- Борис Карлофф — Морган
- Мелвин Дуглас — Роджер Пендерелл
- Рэймонд Мэсси — Филип Уэвертон
- Глория Стюарт — Маргарет Уэвертон
- Чарльз Лоутон — сэр Уильям Портерхауз
- Лилиан Бонд — Глэдис ДуКейн Перкинс
- Эрнест Тесайгер — Гораций Фемм
- Ева Мур — Ребекка Фемм
- Брембер Уиллс — Саул Фемм
- Эспет Даджеон — сэр Родерик Фемм.